# Los Pacos
Los Pacos es un barrio de la ciudad de Fuengirola, en la provincia de Málaga, España. Está situado en la zona norte del municipio, justo al norte del Arroyo Pajares. Es un barrio sin límites establecidos, ya que el municipio de Fuengirola carece de división oficial en barrios. No obstante, se conoce por este nombre a toda la zona alrededor de las avenidas de Finlandia y de Los Pacos, que forman la arteria principal del barrio. 
Los Pacos aloja al grueso de la comunidad finlandesa de Fuengirola, que con más de 5.000 residentes, es la mayor colonia finlandesa fuera de los países nórdicos. El origen de esta comunidad se remonta a principios de los años 1970, con el establecimiento del Centro Permanente de Entrenamiento de Atletas en el barrio por Teuvo Raimo Hakulinen, cuyos atletas consiguieron seis medallas en los Juegos Olímpicos de Montreal de 1976.
La comunidad finlandesa cuenta con Radio Finlandia y publicaciones en su propio idioma y la televisión municipal emite asimismo informativos en finés. Además, Los Pacos alberga el único colegio finlandés existente en España, uno de los mejores en cuanto a excelencia educativa del país, de acuerdo al informe PISA.